# Chiesa di Sant'Amatore (Sissa Trecasali)
La chiesa di Sant'Amatore è un luogo di culto cattolico dalle forme neoclassiche, situato in via dei Caduti 20 a Ronco Campo Canneto, frazione del comune sparso di Sissa Trecasali, in provincia e diocesi di Parma; è sede di una parrocchia compresa nella zona pastorale della Bassa.

## Storia

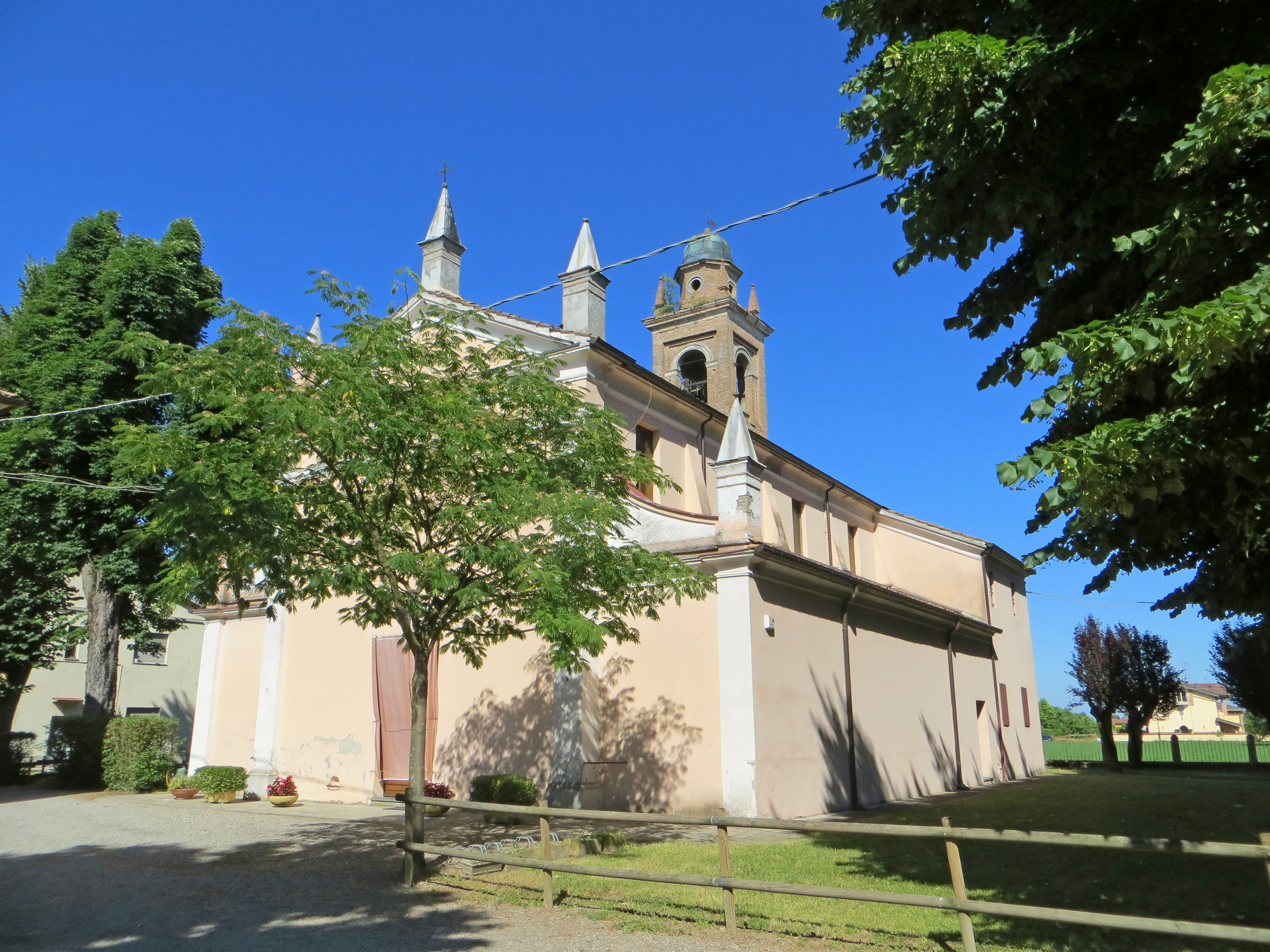
La chiesa vista da un'altra prospettiva

La prima citazione di una cappella a Ronco Campo Canneto risale al 1230.
Tale chiesa, che nel 1354 risultava essere filiale della pieve di San Quirico, fu distrutta dalle acque del fiume Taro verso la fine di quel secolo; la nuova chiesa, edificata nello stesso luogo di quella precedente, fu benedetta il 21 marzo 1402.
L'attuale parrocchiale venne costruita verso il 1788, poco prima della visita pastorale del vescovo di Parma Francesco Pettorelli Lalatta.

## Descrizione

### Esterno
La facciata è caratterizzata da paraste angolari e dal timpano triangolare, ai lati e al colmo del quale vi sono dei pinnacoli.
L'interno dell'edificio è a tre navate; l'aula termina con il presbiterio, a sua volta chiuso dall'abside semicircolare, sulla quale s'aprono due finestrelle.

### Interno
Opere di pregio qui conservate sono dei medaglioni dipinti, opera forse di Paolo Ferrari, le tele raffiguranti la Vocazione degli Apostoli, eseguita nel XVIII secolo in una bottega parmense, e il Santissimo Sacramento, realizzata da Antonio Balestra, e l'altare maggiore, costruito dal Carapezzi.
Il campanile, in pietra e non intonacato, presenta all'altezza della cella quattro monofore e termina con una cuspide a bulbo.